# Cornelius Kirschner
Cornelius Kirschner (28. Mai 1858 in Wien – 4. März 1931 ebenda) war ein österreichischer Schauspieler.

## Leben
Kirschner, Sohn eines Waffenfabrikanten, studierte zunächst Chemie und arbeitete auch in diesem Bereich. Da er jedoch Interesse am Theater hatte, wurde er von Alwin Swoboda am Ringtheater bereits als Statist verwendet.
1875 entschied er sich dann für den Bühnenberuf. Er begann in Bösendorf, kam dann nach Mödling, Wels, Olmütz, Budapest, Breslau und Berlin. Bei Gründung des Raimundtheaters 1893 wurde er an diese Bühne verpflichtet. Nur von 1900 bis 1902 war er Mitglied des Carltheaters. Vom Raimundtheater schied er 1910, um dann bis 1927 am dann am Deutschen Volkstheater zu arbeiten, hauptsächlich in Stücken von Nestroy, Anzengruber und Thoma.
Er wirkte an allen Bühnen, an denen er tätig war, in den charakterkomischen oder humoristischen Väterrollen, mit welchen er auch vielen Beifall fand.
Aus seinen Repertoire seien erwähnt: „Dusterer“ im G'wissenswurm, „Striese“ im Raub der Sabinerinnen, „Hasemann“ etc. Sein früherer Wirkungskreis umfasste auch Rollen wie „Kniffling“ in Winkelschreiber, „Adam“ im Zerbrochenen Krug, „Vansen“ etc.
Von 1920 bis 1928 war er auch in einigen Stummfilmen zu sehen.

## Filmografie
- 1920: Das vierte Gebot
- 1921: Kleider machen Leute
- 1926: Frau Sopherl vom Naschmarkt
- 1926: Der Meineidbauer
- 1927: Hotel Erzherzogin Viktoria (Seine Hoheit, der Eintänzer)
- 1927: Die Strecke
- 1927: Die Ehe einer Nacht. Die Laune einer mondänen Frau
- 1927: Der Mann ohne Beruf (Das grobe Hemd)
- 1928: Der Scheidungsanwalt (Die Frau von gestern und morgen)
- 1928: Der Geliebte seiner Frau